# Pseudanamomis umbellulifera
Pseudanamomis umbellulifera là một loài thực vật có hoa trong Họ Đào kim nương. Loài này được (Kunth) Kausel miêu tả khoa học đầu tiên năm 1956.